# Can Guilana
Can Guilana és una obra de Porqueres (Pla de l'Estany) inclosa a l'Inventari del Patrimoni Arquitectònic de Catalunya.

## Descripció
Casa pairal d'estructura rectangular, planta baixa i dos pisos amb coberta a dues aigües. Davant de la casa s'estén un pati al que s'accedeix a través d'una porta formada per una estructura allindada que emmarca un arc rebaixat i tota ella treballada amb grans blocs de pedra.
A la banda esquerra trobem un gran porxo, amb coberta a dues aigües, l'entrada del qual és un gran arc de mig punt rebaixat. L'arrebossat dels murs exteriors s'ha perdut parcialment i s'observa, en algunes parts, l'antic parament de pedra irregular i petita. La façana principal té una porta d'arc de mig punt adovellada; al primer pis hi ha dos parelles de finestrals gòtics triforats d'arquets trilobulats, que donen a un balcó senzill i, al segon pis, s'obren quatre finestres, formant una galeria, separades per pilars de carreus de travertí.

## Història
No es conserva cap data que faci referència a aquest mas. Però la presència d'elements gòtics en la seva façana, així com la proximitat de Can Traver que, tot i ser molt més ric, presenta uns elements decoratius d'un mateix estil, podríem datar-lo dels segles XVI- XVII aproximadament.